# Careproctus pycnosoma
Careproctus pycnosoma är en fiskart som beskrevs av Gilbert och Burke 1912. Careproctus pycnosoma ingår i släktet Careproctus och familjen Liparidae. Inga underarter finns listade.